# Dècada del 530 aC

## Esdeveniments
- El 12 d'octubre de 539 aC (segons el Calendari julià, 7 al calendari gregorià) l'exèrcit Cir II el Gran va entrar a la ciutat de Babilònia sense resistència després de derrotar-lo a la batalla d'Opis.[1]
- 535 aC - Els cartaginesos derroten els grecs foceus a Alàlia (Còrsega) i s'asseguren el control del Mediterrani Occidental.[2]
- Eivissa entra dins l'òrbita de Cartago.[2]

## Personatges importants
- 530 aC - Neix Aristides, polític grec. (Mort el 468 aC)
- 533 aC - Neix Itoku, emperador del Japó. (Mort el 476 aC)